# Винница, Геннадий Рувимович
Винница Геннадий Рувимович (род. 25 января 1959, Орша, Витебская область) — белорусский и израильский историк, исследователь Холокоста в Белоруссии. Кандидат исторических наук (после нострификации в Израиле — доктор философии (PhD) по истории). Член Союза русскоязычных писателей Израиля. Автор 50 научных статей и 4 монографий.

## Биография
Окончил Оршанское педагогическое училище, исторический факультет Могилевского педагогического института, Витебское училище искусств. Организатор и первый директор Оршанской еврейской воскресной школы, ставшей первой официально зарегистрированной еврейской организацией в Орше в послевоенный период (дата регистрации — 9 декабря 1994). Обучался дистанционно в Открытом университете Израиля, по четырём курсам которого, включая курс «Катастрофа европейского еврейства», сдал успешно экзамены.
Диссертацию по Холокосту в Белоруссии защитил в Институте истории Украины НАН Украины в 2012 году. Кандидат исторических наук (после нострификации в Израиле — доктор философии (PhD) по истории). Результаты научного исследования Винницы Г. Р. носят системный характер, что позволило его монографиям заслужить репутацию справочных изданий, которыми пользуются все исследователи истории Холокоста на территории Белоруссии. Расширил представление о способах сопротивления еврейского населения во время Холокоста, внес существенные уточнения в оценку потерь еврейского населения в рассматриваемых им регионах. По результатам научных исследований инициировал награждение 8 белорусов и 4 украинцев на звание Праведников мира, из которых 7 белорусам и 2 украинцам присвоено звание.
С 1999 года живёт в Израиле в городе Нагария.
Издал в 2015 году сборник музыкальных пьес для аккордеона и баяна, написанных автором в период с 1989 по 1998 год.
Чемпион Израиля 2019 года по гиревому спорту среди ветеранов в весовой категории до 95 кг.
Лауреат Международного конкурса «Национальная литературная премия Золотое перо Руси» 2022 в номинации «Историческое наследие».

## Основные труды
Автор 8 книг (четыре из которых исторические монографии) и 50 научных статей в научных журналах и энциклопедиях.

### Монографии
- Винница Г. Р. Холокост на оккупированной территории Восточной Беларуси в 1941—1944 годах. — Мн.: Ковчег, 2011. — 360 с. — 150 экз. — ISBN 978-985-6950-96-7.
- Винница Г. Р. Холокост на оккупированной территории Восточной Белоруссии в 1941—1944 годах. — 2-е изд. — Мн.: Ковчег, 2014. — 452 с. — 99 экз. — ISBN 978-985-7086-43-6.
- Винница Г. Р. Холокост на оккупированной территории Витебской области (в современных границах) в 1941—1943 годах. — Киев: Ультрадрук, 2022. — 775 с. — ISBN 978-617-7847-34-1.
- Gennadiy Vinnitsa. Holocaust in the occupied territories of eastern Belarus in 1941—1944. Monograph. — Hannover: Das Jüdische Altertum, 2024—566 p. — ISBN 978-1-4452-3335-2.

### Книги (исторические исследования)
- Винница Г. Р. Слово памяти. — Орша : Оршан. тип., 1997. — 106 с.
- Винница Г. Р. Горечь и боль. — Орша: Отдел культуры Горецкого райисполкома, 1998. — 240 с. — ISBN 985-6120-33-0.
- Винница Г. Р. Листы истории. — Витебск : Витеб. центр маркетинга, 1999. — 206 с.

### Книги (проза, поэзия)
- Винница Геннадий. Избранное. — Киев: «Ультрадрук», 2021. — 168 с.

### Статьи
- Вінніца, Г. Р. Халакост у Оршы / Г. Р.Вінніца // Весцi БДПУ. Сер.2., Гісторыя. Філасофія. Паліталогія. Сацыалогія. Эканоміка. Культуралогія. — 2005. — № 2. — С. 31—34.
- Вінніца, Г. Р. Нацыянальная палітыка генацыду супраць яўрэйскага насельніцтва Мазыра / Г. Р.Вінніца // Весцi БДПУ. Сер.2., Гісторыя. Філасофія. Паліталогія. Сацыалогія. Эканоміка. Культуралогія. — 2006. — № 1. — С. 33—36.
- Вінніца, Г. Р. Халакост у Слуцкім раёне // Весцi БДПУ. Сер. 2., Гісторыя. Філасофія. Паліталогія. Сацыалогія. Эканоміка. Культуралогія. — 2006. — № 2. — С. 14—17.
- Вінніца, Г. Р. Выратаванне яўрэяў Праведнікамі на акупаванай тэрыторыі Усходняй Беларусi / Г. Р. Вінніца // Весцi БДПУ. Сер. 2., Гісторыя. Філасофія. Паліталогія. Сацыалогія. Эканоміка. Культуралогія. — 2006. — № 4. — С. 46—49.
- Винница, Г. Р. Да пытання аб ролi архiўных документаў у вызначэннi страт яўрэйскага насельніцтва Усходняй Беларусі за перыяд акупацыі ў 1941—1944 гадах / Г. Р. Вінніца // Архівы i справаводства. — 2010. — № 1. — С. 123—127.
- Винница Геннадий. Органы управления, навязанные еврейскому населению Восточной Белоруссии в 1941—1943 гг./ Геннадий Винница // Вестник Еврейского университета. — 2011. — № 14(32). — С. 86-107.
- Винница, Г. Р. Конфискация имущества еврейского населения восточных областей Белоруссии в 1941—1944 годах / Г. Р. Винница // Вісник Харк. нац. ун-ту ім. В. Н. Каразіна. Серія: Історія. — Харків, 2012. — Вип. 45. — С. 158—166.
- Вінниця, Г. Р. Стан санітарії і медичного обслуговування в місцях ізоляції єврейського населення східних областей Білорусі в період окупаціЇ в 1941—1944 роках / Г. Р. Вінниця // Збірник наукових праць. Серія «Історія та географія» / Харк. нац. пед. ун-т ім. Г. С. Сковороди. — Харків: Майдан, 2012. — Вип. 43. — С. 78—81.
- Вінниця, Г. Р. Побутові умови існування єврейського населення східних областей Білорусі в гетто в період окупаціЇ в 1941—1944 роках / Г. Р. Вінниця // Збірник наукових праць. Серія «Історія та географія» / Харк. нац. пед. ун-т ім. Г. С. Сковороди. — : Майдан, 2012. — Вип. 44. — С. 97—101.
- Винница, Геннадий Участие вермахта в уничтожении еврейского населения восточных областей Белоруссии / Геннадий Винница // Наукові записки Вінницького державного педагогічного університету імені Михайла Коцюбинського. — Серія: Історія. — Вінниця, 2012. — Вип. 20. — С. 253—259.
- Винница Геннадий. Свидетельские показания Даши Коган — одна из неизвестных страниц истории Холокоста в Украине в 1941—1944 годах. Сторінки воєнної історії України: зб. наук. ст. // Відп. ред. О.Є. Лисенко. — Ін-т історії України НАН України. — Вип. 20, Київ: Поліграф. д-ця Ін-ту історії України НАН України, 2018. — С. 113—119.
- Gennadiy Vinnitsa. The Resistance of the Jewish Population of Eastern Belarus to the Nazi Genocide in 1941—1944, European Journal of Jewish Studies, Volume: 13, 2019, pp. 103—141.
- Gennadiy Vinnitsa. The Formation and Structure of the Judenräte in the Occupied Territory of the Vitebsk Region (Within Present-day Borders), 1941—1943, East European Jewish Affairs, Volume: 52, № 1, 2022, pp. 105—116.

### Энциклопедии
Является автором 22 статей в энциклопедиях по теме Холокоста на территории СССР.
- Холокост на территории СССР: Энциклопедия / Гл. ред. И. А. Альтман. М.: РОССПЭН, 2009. — 1143 с. — 1000 экз. — ISBN 978-5-8243-1296-6.
- Холокост на территории СССР: Энциклопедия / Гл. ред. И. А. Альтман. — 2-е изд., испр. и доп. — М.: РОССПЭН: Научно-просветительный центр «Холокост», 2011. — 1144 с. — 1000 экз. — ISBN 978-5-8243-1463-2.
- The United States Holocaust Memorial Museum Encyclopedia of Camps and Ghettos, 1933—1945. — Bloomington: Indiana University Press, — Volume II: Ghettos in German-Occupied Eastern Europe, 2012. — ISBN 978-0-253-00202-0 JSTOR j.ctt16gzb17
- Памяць. Орша. Аршанскi раён. Гісторыка-дакументальная хроніка гарадоў і раѐнаў Беларусі. У 2 кнігах. Кніга 1-я. / Г. П. Пашкоў, Т. Г. Iгнацьева i iнш. (рэдкал.). — Мн.: Беларуская энцыклапедыя, 1999. — ISBN 985-11-0156-7